# George Campbell Hay
George Campbell Hay o Deòrsa Mac Iain Deòrsa (Elderslie, Renfrewshire 1915-1984) fue un poeta y traductor escocés. Escribió en escocés, gaélico escocés e inglés. También escribió algunos poemas en francés, italiano y noruego y tradujo muchos poemas al gaélico escocés. 
Su padre era el escritor John MacDougall Hay (1880-1919). Cuando era niño se establecieron en Argyll y más tarde estudió en Oxford. Luchó en África durante la Segunda Guerra Mundial. Residió por muchos años en Edimburgo, colaborando en la revista Gairm y otras revistas gaélicas escocesas.

## Obra
- Fuaran Sléibh (1947)
- O na ceithir Airdean (1952)
- Mochtàr is Dùghall (1982)

- Datos: Q3078573